# Agonum sequoiarum
Agonum sequoiarum är en skalbaggsart som beskrevs av Thomas Casey. Agonum sequoiarum ingår i släktet Agonum och familjen jordlöpare. Inga underarter finns listade i Catalogue of Life.